# Новий Куюк
Новий Кую́к (рос. Новый Куюк, башк. Яңы Көйөк) — присілок у складі Янаульського району Башкортостану, Росія. Входить до складу Істяцької сільської ради.
Населення — 2 особи (2010; 13 у 2002).
Національний склад:
- башкири — 100 %